# 강신옥
강신옥(姜信玉, 1936년 11월 28일 ~ 2021년 7월 31일)은 대한민국의 변호사 출신 정치인으로, 제13·14대 국회의원을 지냈다.

## 주요 활동
박정희 정권 시절 인민혁명당 사건과 민청학련 사건 등의 피고인들을 변호한 대표적인 1세대 인권 변호사 출신 정치인이었다. 행정고시와 사법고시에 합격한후 판사생활을 하다가 변호사가 되었다. 1974년 4월에 발생한 민청학련 사건을 변론을 하다가 사법사상 처음으로 변론중인 변호사가 법정구속되는 일을 겪었다. 1026사태후 김수환 추기경의 부탁으로 김재규를 변호하는등 인권변호사 활동을 하다가 13대와 14대 국회의원에 당선되어 의정활동을 하였다. 1996년 15대 총선에서 무소속 후보 낙선하였고 2003년에 정치활동을 접었다.

## 생애

### 초기 활동
경북 영주 출신이다. 서울대 법대 재학 중 행정고시(10회), 사법고시(11회) 양 과를 합격했고 사법관시보를 수료한 뒤 1962년에 판사로 임용되었다. 판사생활을 1년 반쯤하다가 당시 박정희 최고위원시절 정치적 이유로 경주지원으로 좌천되는 인사를 당해 사법권독립이 되지않았다고 보고 이에 대한 항의의 의사 표시로 판사직을 사임하고 변호사가 되었다. 항간에는 조용수 사건때문에 판사직을 사임한 것으로 알려져 있기도 하나 이는 사실이 아니다.

### 인권변호사 활동
인민혁명당 사건, 민청학련 사건, 3.1 민주구국선언 사건, 10.26 사건, YWCA 위장결혼식 사건, 부천 경찰서 성고문 사건에서 변호를 담당하면서 이돈명, 홍성우, 조영래 등과 1세대 인권변호사로서 유명해졌다. 1974년 7월 민청학련 사건에서 유인태 전 민주당 의원 등 관련자들의 결심 공판 때 “애국 학생들을 국가보안법 등으로 걸어 빨갱이로 몰아 사형을 구형하고 있으니 이는 사법살인행위다. 악법에 저항할 수 있다”고 변론했다. 당시 강 전 의원은 법정 모욕죄 등으로 변론 도중 구속되면서 많은 고초를 겪었다. 1974년 9월 20일, 1심인 비상보통군법회의에서 징역 10년에 자격정지 10년을 선고받았고, 2심인 비상고등군법회의에서 항소 기각 판결을 받았다. 다행히도 이듬해 대통령 특별조치로 석방되었다. 1986년에는 조영래, 이상수 등의 후배 인권변호사들과 함께 민주사회를 위한 변호사모임의 전신인 정법회를 창립하였다.

### 10.26사건 변호
10.26 사태가 발생하여 박정희가 죽고 김재규는 체포되어 군법회의에 넘겨졌다. 당시 김수환 추기경의 부탁으로 김재규의 변호를 맡았다. 1980년 5월20일 김재규의 사형이 확정되자 대법원에 재심을 청구했는데, 이날 보안사 요원들에 의해 서빙고 분실로 끌려가서 보름 동안 모진 고초를 겪었다. 내란사범 김재규 부장 구명운동을 했다는 점과 최태민과 박근혜의 관계를 끄집어낸 것이 박근혜씨에 대한 명예훼손에 해당한다는 혐의였다. 변호인으로서 정당하게 수행한 변론활동이라고 맞서서 더 이상 처벌은 받지 않았다.
10.26 사건의 항소심에서 박정희의 술과 여자문제를 폭로하는 전략으로 나갔다. 그것이 1026거사의 정당성을 부각시킬 수 있는 방법이기 때문이었다. 10.26거사가 어느정도 정당성이 인정되고 불가피한 것이었다면 피고인들의 내란목적 살인죄는 정상참작이 가능해지거나 단순살인으로 낮추어질 가능성이 있었다. 그것이 피고인들에게 극형을 면하게 해주는 길이었다.
훗날 이일로 인해 박근혜와 불편한 관계를 유지했다. 2002년 제16대 대통령 선거를 앞두고 정몽준의 국민통합21 창당준비위원으로 활동하였다. 당시 정몽준과 박근혜의 연대 움직임이 있었는데 그 사이에서 난감한 상황에 빠지기도 했다. 강신옥이 김재규의 변호를 맡은 이력 때문에 박근혜의 반감이 대단했고, 결국 연대 자체도 무산되었다고 한다. 이후로는 정계에서 은퇴하고 변호사 업무에 전념하고 있다.

### 정치 활동
제13대 국회의원 선거을 앞두고 노무현, 김광일 등의 정법회 동료 변호사들과 함께 통일민주당에 영입되었다. 1988년 제13대 국회의원 선거 통일민주당 후보로 서울특별시 마포구 을 선거구에 출마하여 민주정의당 박주천 후보, 평화민주당 김승목 후보 등을 꺾고 당선되었다. 특히 김광일 등과 함께 상도동계에 적극 합류하면서 1990년 김영삼의 3당합당에 동참하여 민주자유당 창당에 참여하였다. 1992년 제14대 국회의원 선거에서 지역구 공천은 박주천에 밀려 탈락하고 대신 전국구 국회의원에 당선되었다. 그랬지만 결국 1996년 제15대 국회의원 선거를 앞두고 김영삼의 독주를 비판하며 신한국당을 탈당하였다. 그리고 무소속으로 같은 선거구에 출마하였으나 낙선하였다. 그 후 한나라당 고문 겸 당무위원(2000년 12월~2001년 1월)을 거쳐 국민통합21 창당준비위원(2002년)과 국민통합21 당무위원 겸 상임위원(2002년 11월~2003년 1월)을 제외하고는 정치 활동을 그만두었다.

### 사망
2021년 7월 31일, 향년 85세에 숙환으로 사망했다. 장지는 경기 광주시 오포읍 시안가족 추모공원이다.

## 학력
- 영주중학교 졸업
- 경북고등학교 졸업
- 서울대학교 법과대학 법학 학사
- 미국 조지 워싱턴 대학교 대학원 비교법학 석사

## 가족 관계
강한승(쿠팡 대표이사), 강동승(연세힐 피부과 원장), 강정은, 사위 홍윤오(대한건설신문 주간) 등이 있다.

## 역대 선거 결과
|  | 48.54% |

|  | 38.5% |

|  | 13.76% |

## 같이 보기
- 마포구 을
- 서울 마포구의 국회의원
- 대한민국 제14대 국회의원 선거 민주자유당 후보 목록#전국구